# Mete Gazoz
Mete Gazoz (Estambul, 8 de junio de 1999) es un deportista turco que compite en tiro con arco, en la modalidad de arco recurvo.
Participó en tres Juegos Olímpicos de Verano entre los años 2016 y 2024, obteniendo dos medallas, oro en Tokio 2020 y bronce en París 2024. Ganó tres medallas en el Campeonato Mundial de Tiro con Arco al Aire Libre, en los años 2021 y 2023.
Además, obtuvo cuatro medallas en el Campeonato Europeo de Tiro con Arco al Aire Libre entre los años 2016 y 2024, y tres medallas en el Campeonato Europeo de Tiro con Arco en Sala, en los años 2019 y 2025.

## Palmarés internacional
| Juegos Olímpicos                 | Juegos Olímpicos         | Juegos Olímpicos  | Juegos Olímpicos |
| Año                              | Lugar                    | Medalla           | Prueba           |
| -------------------------------- | ------------------------ | ----------------- | ---------------- |
| 2020                             | Tokio (Japón)            | Medalla de oro    | Individual       |
| 2024                             | París (Francia)          | Medalla de bronce | Equipo           |
| Campeonato Mundial al Aire Libre |                          |                   |                  |
| Año                              | Lugar                    | Medalla           | Prueba           |
| 2021                             | Yankton (Estados Unidos) | Medalla de bronce | Equipo mixto     |
| 2023                             | Berlín (Alemania)        | Medalla de oro    | Individual       |
| 2023                             | Berlín (Alemania)        | Medalla de plata  | Equipo           |
| Campeonato Europeo al Aire Libre |                          |                   |                  |
| Año                              | Lugar                    | Medalla           | Prueba           |
| 2016                             | Nottingham (Reino Unido) | Medalla de plata  | Individual       |
| 2022                             | Múnich (Alemania)        | Medalla de bronce | Individual       |
| 2024                             | Essen (Alemania)         | Medalla de oro    | Individual       |
| 2024                             | Essen (Alemania)         | Medalla de bronce | Equipo           |
| Campeonato Europeo en Sala       |                          |                   |                  |
| Año                              | Lugar                    | Medalla           | Prueba           |
| 2019                             | Samsun (Turquía)         | Medalla de bronce | Equipo           |
| 2025                             | Samsun (Turquía)         | Medalla de plata  | Individual       |
| 2025                             | Samsun (Turquía)         | Medalla de plata  | Equipo           |